# Grofwrattige papilroosroest
De grofwrattige papilroosroest of de gewone rozenroest (Phragmidium mucronatum) is een veel voorkomende schimmelsoort, die voorkomt op sommige wilde rozen, zoals Rosa canina en Rosa arvensis. In Nederland is de schimmel zeldzaam. Het is een biotrofe parasiet en maakt gebruik van een waardplant. Tijdens de levenscyclus maakt deze roest gebruik van vijf soorten sporen.

## Kenmerken
Spermogonia
Spermogonia ontwikkelen zich op rozenscheuten en zijn nauwelijks waarneembaar. Ze zijn 30-40 μm hoog en groeien tussen de aecia.
Aecia
Op bladeren heeft een enkel, oranje aecium een diameter tot 2 mm, op scheuten versmelten aecia tot clusters tot 10 mm lang. Clusters van aecia op scheuten bedekken vaak een groot deel van de omtrek van de scheut en veroorzaken een verdikking. Het peridium van de roest bestaat uit kleurloze, hoekige cellen.
De kleurloze aeciosporen zijn bolvormig tot onregelmatig elliptisch van vorm, enigszins hoekig, met afmetingen van 20–26 × 17–21 µm. Hun oppervlak is bedekt met kleine wratten van 2–2,5 μm met tussenruimten van 2-2,5 μm.
Uredinia
Uredinia zijn geel, kaal, poedervormig en zitten op de onderkant van de bladeren. Ze hebben een diameter tot 0,3 mm. De bolvormige, breed elliptische of omgekeerd eironde urediniosporen zijn 20-26 × 15-21 µm groot. Ze hebben kleurloze wanden, die 1,5 μm dik zijn. Ze zijn bedekt met kleine wratjes op een onderlinge afstand van elk 2 μm.
Telia
Zwarte telia met een diameter tot 0,5 mm. Ze worden vaak gevormd op dezelfde plaats als de uredinia en vormen grote clusters. Meercellige teliosporen, meestal 5-8, minder vaak 9 cellen. Ze zijn 50-75 (90) × 25-28 µm groot, met een afgeronde basis, iets versmald aan de bovenkant en eindigend met een 6-10 μm lange punt (rostrum) aan de bovenkant. Aanvankelijk zijn ze lichtbruin, daarna donkerbruin. De celwand is 5 μm dik en is onregelmatig bedekt met fijne wratten, soms bijna glad. Er zijn meestal 3 kiemporen in elke cel.
De basidiosporen worden gevormd op de kiemende teliosporen, die op afgevallen bladeren zitten. In het Europese klimaat vindt hun ontwikkeling plaats in de winter en de lente.

## Verspreiding
De grofwrattige papilroosroest is een kosmopolitische soort. Behalve op Antarctica komt hij op alle continenten voor. In Nederland komt hij zeldzaam voor.

## Vergelijkbare soorten
Phragmidium mucronatum en Phragmidium tuberculatum zijn moeilijk van elkaar te onderscheiden. Ze worden vaak verward met elkaar. Hierdoor moet informatie over het voorkomen van deze soorten met een zeker wantrouwen worden bekeken. Er is een redelijk vermoeden dat ze niet altijd correct zijn geïdentificeerd. P. tuberculatum teliosporen bestaan uit 4-6, zelden 3 of 7 cellen en hebben een puntige top tot 18 µm lang. Beide soorten verschillen ook qua microscopische structuur van aeciosporen en urediniosporen, maar dit zijn niet altijd eenduidige kenmerken voor determinatie. Deze soorten kunnen eenvoudig uit elkaar worden gehaald via DNA-testen.

## Foto's

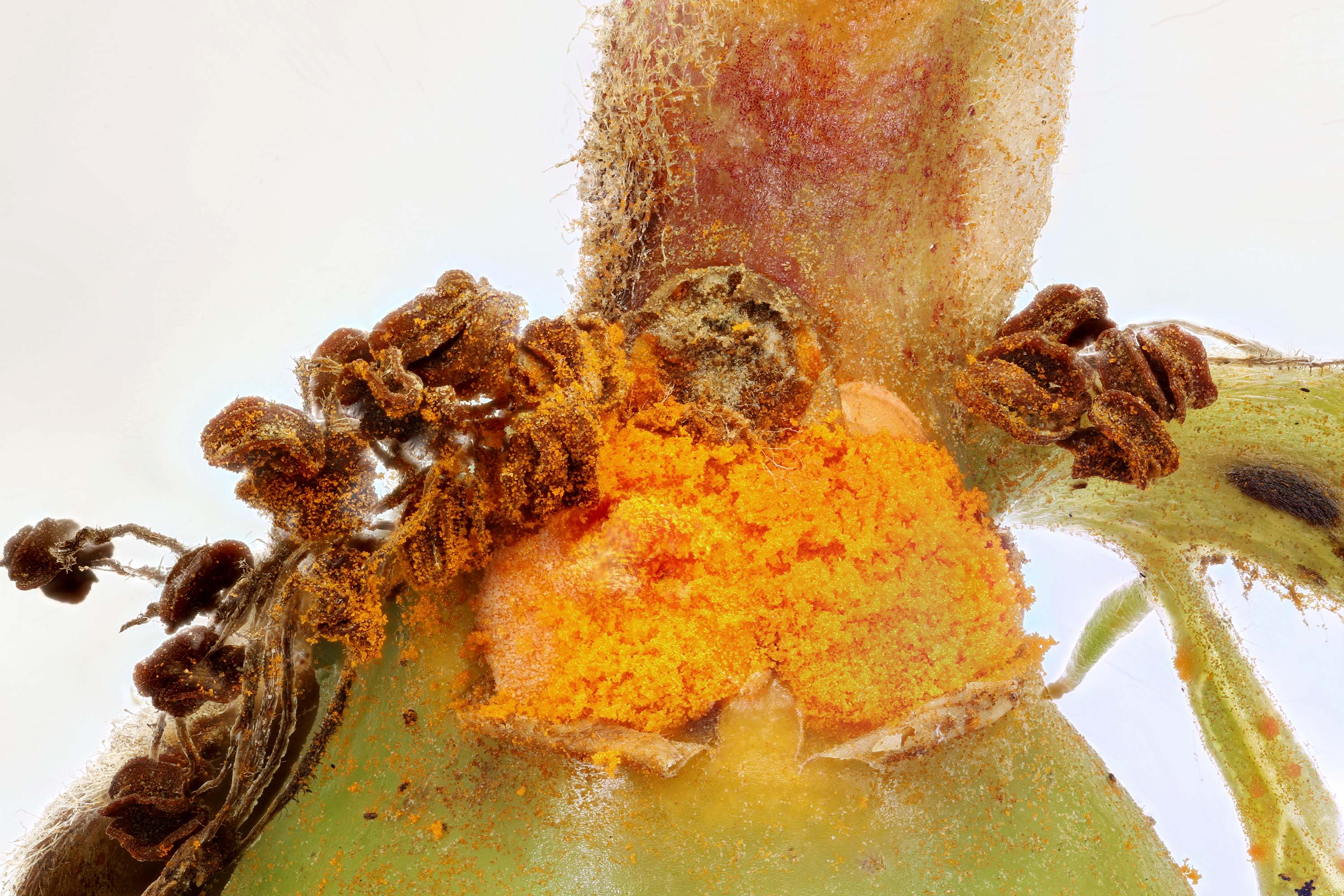
Aecia
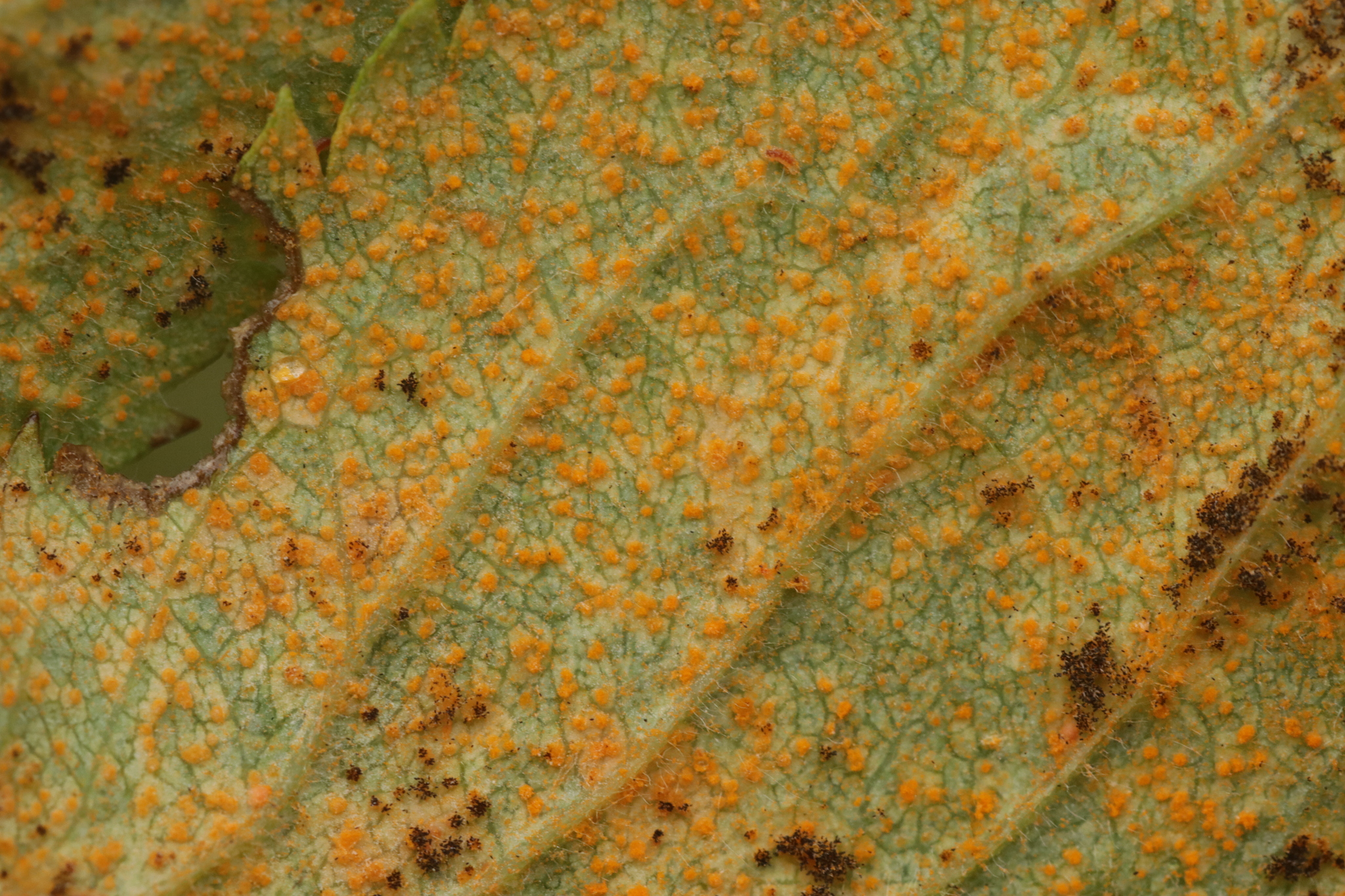
Uredinia en telia
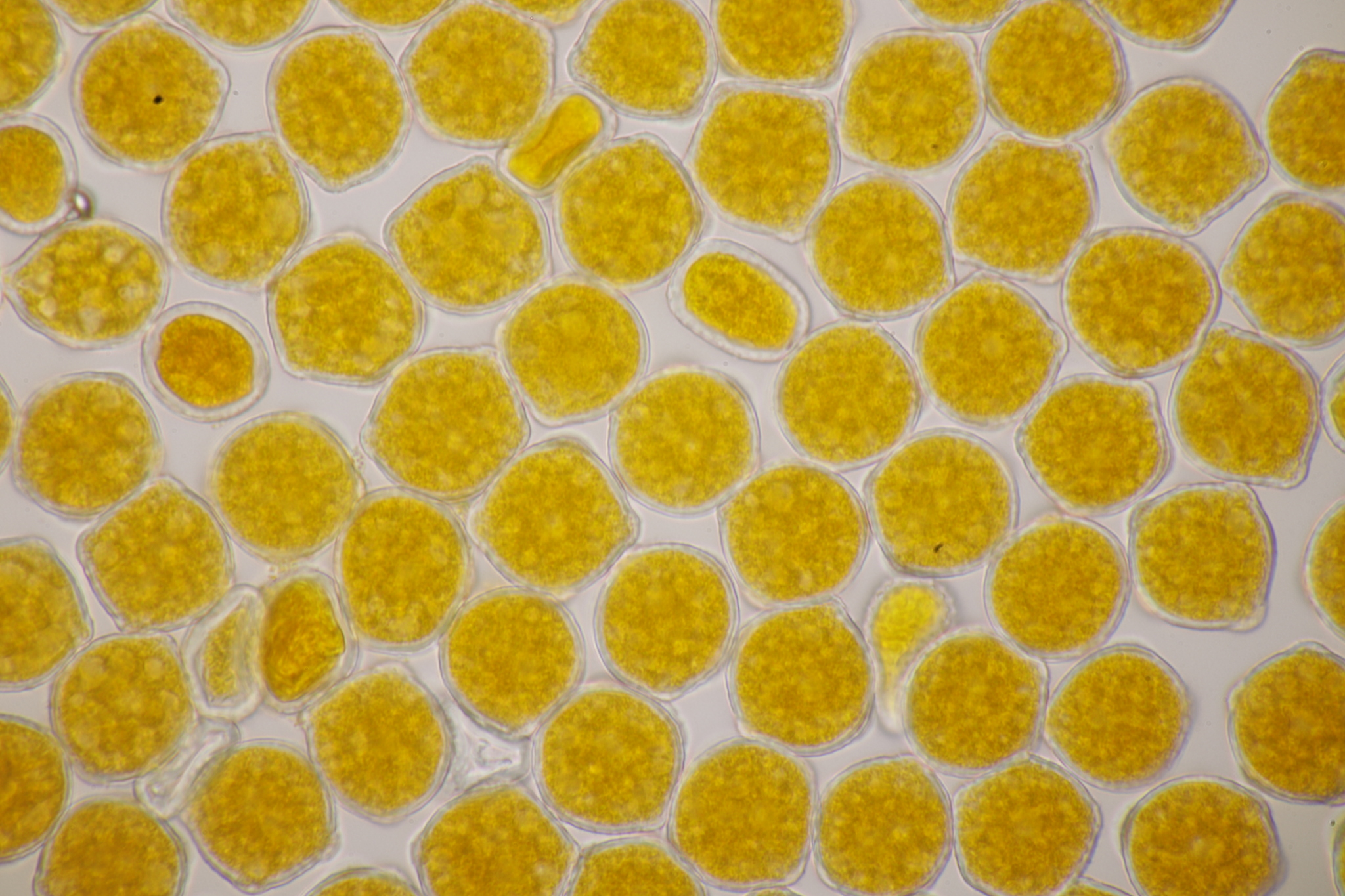
Urediniosporen
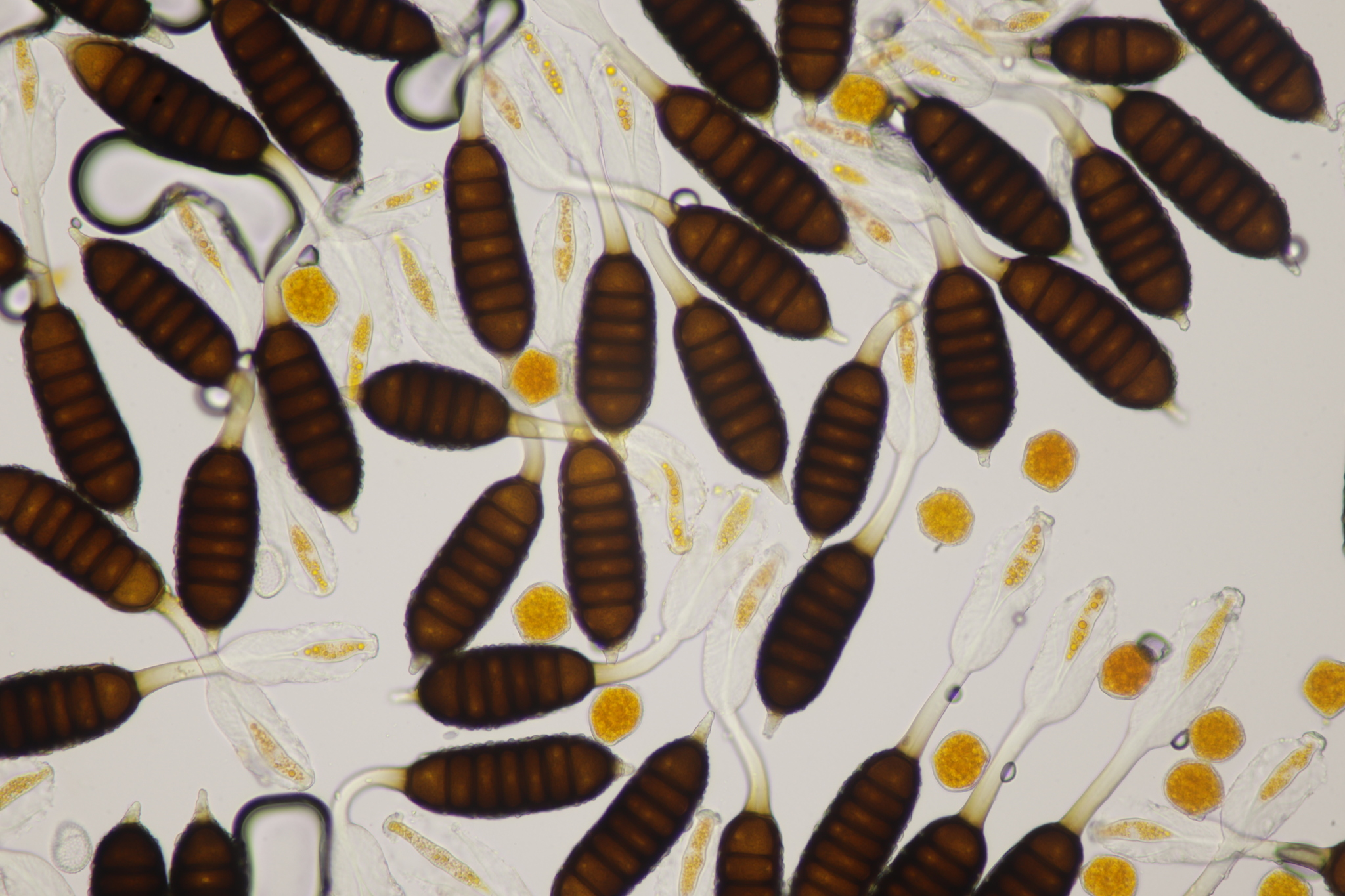
Teliosporen
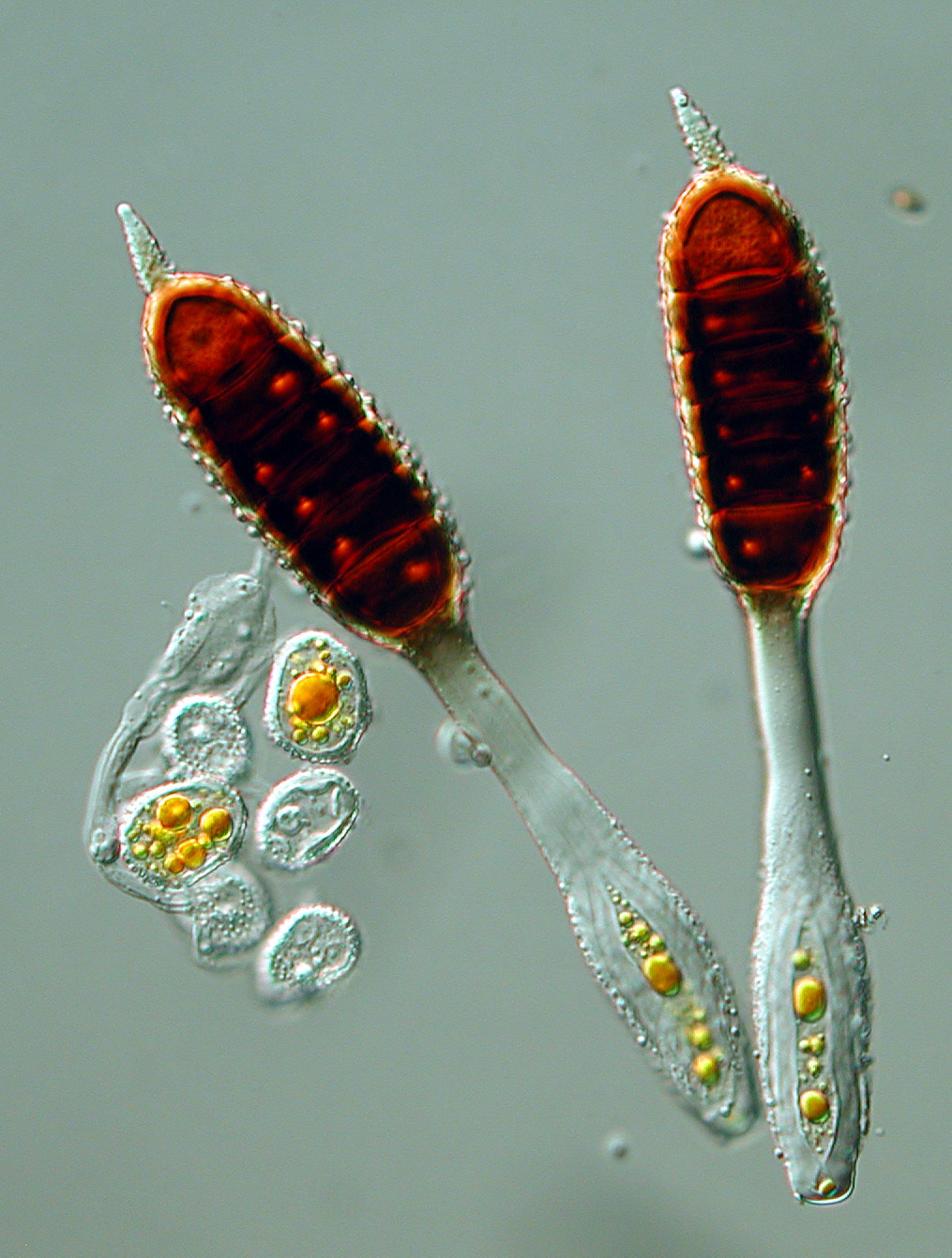
Teliosporen